# أحمد أباذ
أحمد أباذ، معناه عمارة أحمد، هي قرية تاريخيَّة من رستاق ريوند، بالقرب من نيسابور في خُراسان، وتعد آخر حدود ريوند حتى تاريخ الحموي.

### فهرس المنشورات
1. ↑  الحموي (1977)، ص. 117.

### معلومات المنشورات كاملة
الكتب مرتبة حسب تاريخ النشر
- ياقوت الحموي (1977)، معجم البلدان (ط. 1)، بيروت: دار صادر، OCLC:1014032934، QID:Q114913343